# Litoria zweifeli
Espèce
Synonymes
- Nyctimystes zweifeli Tyler, 1967

Statut de conservation UICN

 DD  : Données insuffisantes
Litoria zweifeli est une espèce d'amphibiens de la famille des Pelodryadidae.

## Répartition
Cette espèce est endémique de Papouasie-Nouvelle-Guinée. Elle se rencontre dans les provinces de Sandaun, de Simbu et des Hautes-Terres méridionales.

## Description
Les mâles mesurent de 60,8 à 83,4 mm.

## Étymologie
Cette espèce est nommée en l'honneur de Richard George Zweifel.

## Publication originale
- Tyler, 1967 : A new species of frog of the hylid genus Nyctimystes from the highlands of New Guinea. Transactions of the Royal Society of South Australia, vol. 91, p. 191-195 (texte intégral).